# Крейсера-вертолётоносцы типа «Андреа Дориа»
Тип «Андреа Дориа» (исп. Classe Andrea Doria) — серия итальянских крейсеров-вертолётоносцев 1960-х годов. Созданы на основе увеличенного проекта эсминцев типа «Импавидо» и предназначались для обеспечения противолодочной и противовоздушной обороны боевых групп и конвоев. Первоначально предполагалось строительство трёх кораблей этого класса, но строительство третьего было отменено в пользу более крупного крейсера-вертолётоносца «Витторио Венето», так что в 1958—1964 годах были построены только два корабля этого класса. Один из них, «Андреа Дориа», прошёл модернизацию в 1976—1978 годах, тогда как второй, «Кайо Дуилио», был в 1979—1980 годах превращён в учебно-тренировочное судно. Оба корабля были сняты с вооружения ВМС Италии в 1991—1992 годах.

## Представители
| Название                      | Номер | Судоверфь              | Закладка               | Спуск на воду          | Вступление в строй     | Судьба                             |
| ----------------------------- | ----- | ---------------------- | ---------------------- | ---------------------- | ---------------------- | ---------------------------------- |
| Андреа Дориа Andrea Doria     | C 553 | CNR, Рива Тригозо      | 11 мая 1958            | 27 февраля 1963        | 23 февраля 1964        | снят с вооружения 19 июля 1991     |
| Кайо Дуилио Caio Duilio       | C 554 | Castellammare          | 16 мая 1958            | 22 декабря 1962        | 30 ноября 1964         | снят с вооружения 30 сентября 1992 |
| Энрико Дандоло Enrico Dandolo | C 555 | строительство отменено | строительство отменено | строительство отменено | строительство отменено | строительство отменено             |